# Sauveterre-de-Comminges
Sauveterre-de-Comminges är en kommun i departementet Haute-Garonne i regionen Occitanien i södra Frankrike. Kommunen ligger i kantonen Barbazan som tillhör arrondissementet Saint-Gaudens. År 2022 hade Sauveterre-de-Comminges 704 invånare.

## Befolkningsutveckling
Antalet invånare i kommunen Sauveterre-de-Comminges
Referens:INSEE